# حي الشيخ سعد (دمشق)
حي الشيخ سعد هو أحد الشوارع المهمة في مدينة دمشق في حي المزة، يطلق على المنطقة أيضاً اسم المزة القديمة لكونها الموطن الأساسي لأهل المزة قديماً
من معالمه الشهيرة مسجد المزة الكبير يعود بنائه إلى أكثر من سبعين عام على الأقل وق تم إعادة بنائه حديثاً
يحوي على العديد من المحال التجارية الشعبية والبيوت السكنية